# Häagen-Dazs
Häagen-Dazs — американский бренд мороженого. Под брендом Häagen-Dazs также выпускаются торт-мороженое, шербет, йогуртовое мороженое и джелато. Häagen-Dazs позиционирует себя в верхнем ценовом сегменте рынка, обещает самые высокие стандарты качества своей продукции, обладающей незабываемым вкусом и бархатной текстурой.
Компания по производству мороженого Häagen-Dazs была основана супругами Рубеном (1912—1994) и Розой Мэттус (1916—2006) в 1961 году в Бронксе и начинала с трёх сортов мороженого: ваниль, шоколад и кофе. Рубен Мэттус с матерью эмигрировал в США из Польши и с детских лет помогал дяде, занимавшемуся продажей итальянского лимонного мороженого в Бронксе. Название бренда, похожее на «иностранное», придумал основатель компании Рубен Мэттус. Дочь Мэттуса Дорис Хёрли в документальном фильме 1999 года вспоминала, что отец часами просиживал за кухонным столом, произнося непонятные слова, пока не придумал подходящее уникальное и оригинальное название. Сам Мэттус заявлял, что назвал своё детище «по-датски» в благодарность за отношение Дании к евреям во время Второй мировой войны. В датском языке отсутствует умлаут, но, по мнению Мэттуса, именно он привлекал внимание к названию мороженого: оно что, импортное? Пинта мороженого Häagen-Dazs стоила 75 центов против 53 центов у конкурентов.
Первое кафе-мороженое Häagen-Dazs открылось в 1976 году также в Бронксе на Монтегю-стрит. Настоящая популярность пришла к мороженому Häagen-Dazs в 1980-е годы. В эпоху Me generation в США Häagen-Dazs в своей маркетинговой стратегии исповедовал сибаритское потакание желаниям: даже если вы не можете позволить себе новый автомобиль или дорогую стереосистему, вам доступно мороженое класса «люкс». В 1983 году бренд выкупила компания Pillsbury, которую в свою очередь в 1989 году приобрёл британский конгломерат Grand Metropolitan. В 1990 году Häagen-Dazs лидировал на рынке мороженого в сегменте «супер-премиум». В последующее десятилетие с популяризацией идей здорового образа жизни потребление высококалорийного мороженого стало сокращаться, и Häagen-Dazs уступил лидерство по продажам Ben & Jerry’s. С 2001 года права на бренд Häagen-Dazs в США принадлежат Nestlé, а в мире — General Mills. В настоящее время Häagen-Dazs выпускает 46 сортов мороженого. Франчайзинговые предприятия Häagen-Dazs работают в США и других странах мира, в частности, в Великобритании, Австралии, Новой Зеландии, Японии, Бразилии, Индии и Китае.